# Сроковський Костянтин Йосипович
Костянтин Йосипович Сроковський (? — після 1918) — київський архітектор, цивільний інженер, педагог.

## Біографія
Дата та місце народження наразі невідомі.
Вищу професійну освіту здобув у Петербурзькому інституті цивільних інженерів.
У Києві працював з останніх років ХІХ ст. (приблизно з 1898 року). Впродовж 1901—1910 років працював у Будівному відділі Київського губернського правління, молодшим інженером, цивільним інженером, в останній період молодшим архітектором.
Водночас з 1906 року працював інспектором та викладачем Київської школи десятників.
У січні 1918 року подав заяву на конкурс міського архітектора у числі інших 32 архітекторів.
Був власником садиби № 168 на вул. Кузнечній (тепер Антоновича).

## Зведені будинки
- Проект прибудови та добудови до існуючої Солом'янської Покровської церкви (1907 р., здійснено впродовж 1907 — 16 рр.),
- Прибутковий будинок Вересоцького на вул. Столипінській (тепер Олеся Гончара) № 65 (1911 p.).
- Земська лікарня (Ромни)

## Адреси у Києві
- вул. Велика Дорогожицька (тепер Мельникова) № 31 (до 1901),
- вул. Велика Житомирська № 34 кв.11 (1902—1905),
- вул. Маловолодимирська (тепер Гончара) № 35 (1906—1907),
- вул. Велика Підвальна (тепер Ярославів Вал) № 2 (1908? — 1909),
- вул. Маловолодимирська (тепер Гончара) № 26 (1910),
- вул. Тимофіївська (тепер Михайла Коцюбинського) № 4 (1911—1914),
- вул. Маловолодимирська (тепер Гончара) № 50 (з 1915).